# Демидовський район (Смоленська область)
Демидовський район (рос. Демидовский район) — адміністративна одиниця Смоленської області Російської Федерації.
Адміністративний центр — Демидов.

## Географія
Район розташовано на північному заході області. Межує на півночі з Тверської областю, на північному заході з Велізьким районом, на південному заході і заході з Руднянським районом, на півдні зі Смоленським районом, на сході з Духовщинським районом.
У південно-східній частині району знаходиться околиця Духовщинської височини. У північно-східній частині — Єльшансько-Світська низина.

## Історія
20 грудня 1918 року Порецький повіт було перейменовано на Демидівський. Демидівський район було остаточно утворено в 1929 році на території колишніх Демидовського та Духовщинського повітів Смоленської губернії.

## Адміністративний поділ
До складу району входять 2 міських та 15 сільських поселень:
| Муніципальне утворення            | Чисельність населення, ос. | Площа, км² | Адміністративний центр  |
| --------------------------------- | -------------------------- | ---------- | ----------------------- |
| Демидовське міське поселення      | 8,47 тис.                  | 43,98      | місто Демидов           |
| Пржевальське міське поселення     | 2,16 тис.                  | 6,18       | смт Пржевальське        |
| Баклановське сільське поселення   | 0,62 тис.                  | 197,1      | село Бакланово          |
| Борковське сільське поселення     | 0,70 тис.                  | 465,15     | село Жеруни             |
| Бородинське сільське поселення    | 0,39 тис.                  | 517,4      | село Борода             |
| Воробйовське сільське поселення   | 0,26 тис.                  | 10,21      | село Корево             |
| Дубровське сільське поселення     | 0,46 тис.                  | 79,18      | село Дубровка           |
| Жичицьке сільське поселення       | 0,30 тис.                  | 103,6      | село Жичици             |
| Забор'євське сільське поселення   | 0,69 тис.                  | 201,0      | село Забор'є            |
| Закрутське сільське поселення     | 0,30 тис.                  | 63,0       | село Закрутьє           |
| Закустищенське сільське поселення | 0,41 тис.                  | 74,13      | село Холм               |
| Карцевське сільське поселення     | 0,57 тис.                  | 107,94     | село Верхні Моховичи    |
| Пересудовське сільське поселення  | 0,43 тис.                  | 116,79     | село Центральна Усадьба |
| Полуяновське сільське поселення   | 0,28 тис.                  | 59,27      | село Полуяново          |
| Слободське сільське поселення     | 0,28 тис.                  | 18,1       | село Старий Двор        |
| Тітовщинське сільське поселення   | 0,49 тис.                  | 102,3      | село Тітовщина          |
| Шаповське сільське поселення      | 0,31 тис.                  | 200,35     | село Шапи               |